# میانکوه (تالش)
میانکوه، روستایی از توابع بخش مرکزی شهرستان طوالش در استان گیلان ایران است.
خانواده های قدیمی فتح اللهی ، جمالی ،یوسفی، علی نژاد، جعفری،یوسف نیا

## جمعیت
این روستا در دهستان طولارود قرار دارد و براساس سرشماری مرکز آمار ایران در سال ۱۳۸۵، جمعیت آن ۶۰۳ نفر (۱۳۷خانوار) بوده‌است.